# Wunder-Bücher
Die Wunder-Bücher waren eine Serie von Bilder- und Vorlesebüchern, die ab 1956 beim Carlsen Verlag, Hamburg erschienen.

## Geschichte
Ab Mitte der 1940er Jahre erschien in den USA die Bilderbuch-Reihe unter dem Namen Wonder Book. 1947 wurde der Verlag Wonder Books, Inc. gegründet, die Distribution der ersten Bücher übernahm Random House. Bekannt wurden die Wonder Books durch ihren abwaschbaren Umschlag. Insgesamt erschienen in den USA über 400 verschiedene Titel.

## International
Die Buchreihe wurde weltweit in verschiedene Sprachen übersetzt. Sie erschienen z. B. in Frankreich als Les albums merveilleux, in Dänemark als Ælle-Bælle Bog, in Schweden als Kron Bok, in Norwegen als Elle Melle und in Finnland unter der Bezeichnung Lasten ihmemaa. Auf den Färöern erschienen 12 Titel unter der Bezeichnung Glæstribøkurnar. In den Niederlanden gab es die Serie zunächst unter dem Namen Een Wonderboek und später als Maxi Pixi.

## Deutsche Ausgabe
1956 erschienen die ersten 12 Titel in Deutschland beim Carlsen Verlag. Ab 1957 wurden jährlich jeweils 6 neue Titel herausgegeben. Die Titel waren zunächst reine Sprachadaptionen der US-Titel. Gegen Ende der 1960er Jahre wurden auch eigene Titel im Rahmen der Reihe herausgegeben. Diese erschienen als Sprachadaptionen innerhalb der Carlsen Gruppe in den skandinavischen Ländern. Bis 1987 erschienen in Deutschland 216 verschiedene Titel im Carlsen Verlag.

## Text & Illustration
Viele international bekannte Künstler haben Bücher für die Reihe entwickelt bzw. daran mitgearbeitet. Einige sind z. B.: Elisabeth Brozowska, Iben Clante, Darlene Geis, Tibor Gergely, Grete Janus Hertz, Richard Scarry, Art Seiden, Charlotte Steiner, Eva Wenzel-Bürger, Irma Wilde, Eloise Wilkin, Garth Williams und Margaret Wise Brown.

## Konzept
Die Wunder-Bücher waren Bilderbücher mit kurzen Geschichten zum Vorlesen. Einige Hefte fielen inhaltlich etwas aus dem Rahmen der Reihe, zum Beispiel gab es Hefte mit Bastelanleitungen oder reine Liederbücher.
Die Hefte hatten das Format von 16 × 20 cm. Der Umfang betrug zunächst 24 Seiten plus einem lackierten Pappumschlag. Die Seitenanzahl war ab Heft 19 auf 20 Seiten reduziert. Auf der Rückseite gab es eine Liste der erschienenen Titel bzw. eine Auswahl von 6 thematisch passenden Titeln als Abbildung.
Bis 1973 betrug der Verkaufspreis 1,00 DM. Bei Herausgabe des letzten neuen Titels 1987 kostete ein Heft 2,95 DM. Ab 1974 fanden sich keine Preisangaben mehr auf den Heften.

## Wunder-Bücher (Auswahl)
Einige besonders seltene Titel der Reihe:
- 2: Flocki weckt die Sonne – Text und Illustration: Le Grand
- 8: Auf Schatzsuche – Text: Irma Wilde, Illustration: Georg Wilde
- 14: Stoffmariechen – Text: Johnny Gruelle, Illustration: Tom Sinnickson
- 19: 9 Treue Freunde – Text: Felix Sutton, Illustration: June Goldsborough
- 20: Im Raumschiff zum Mond – Text: Marcia Martin, Illustration: Frank Vaughin
- 44: Was ist das? – Text und Illustration: Denman Hampson
- 47: Wir gehen angeln – Text: George Bonsall, Illustration: Crosby Newell
- 50: Susis Sommerfreunde – Text: Jeanette Krinsky, Illustration: Ruth Wood
- 51: Wer kann’s erraten? – Text: Leonore Klein, Illustration: Ruth Wood
- 54: Kleine Lok auf großer Fahrt – Text: Alf Evers, Illustration: Art Seiden
- 704: Hans Huckebein und andere Bildergeschichten – Text und Illustration: Wilhelm Busch
- 705: Der hohle Zahn – Text und Illustration: Wilhelm Busch